# ハロートーキョー
株式会社ハロートーキョーは東京地区（東京都23区及び三鷹市・武蔵野市）を営業区域とし、タクシー・ハイヤーを運行する企業である。かつては千葉県の北総交通圏（成田国際空港など）においても営業していた。
規制緩和以後の参入自由化により、2003年（平成15年）に大手タクシー会社の乗務員達が集まって設立した。創業の理念に共感した当初のスポンサーであるエリアリンク社長・林尚道の個人的資金協力を得て運行開始し、ハイグレードな車両と優れたドライバーのサービスなどで好評を博した結果、わずか3年で急成長を遂げたものの、2008年（平成20年）には放漫な経営などにより資金繰りに窮し、同年9月に民事再生手続申請を行う。
2008年（平成20年）12月、岡山県を代表する企業グループである両備グループの中核、両備ホールディングスが設立した新会社へ事業譲渡が行われ、両備ホールディングスの100%子会社として再出発した。その後、2011年（平成23年）5月に両備ホールディングスが全日本空輸よりイースタンエアポートモータースを取得したことに伴い同社の子会社へ再編された。
2021年（令和3年）2月12日に日本交通が当社より事業譲渡の認可の申請を行い、本社営業所が同年5月19日の日本交通枝川営業所として運行開始。その後同年10月15日に日本交通子会社のハロートーキョーとして分割された（登記は同月18日）。2023年（令和5年）2月1日に同じく日本交通の子会社である互助交通を吸収合併し、同月20日に旧・互助交通、同月27日に本社営業所を江戸川区臨海町に移転し、それまでの本社（江東区枝川）は枝川営業所となった。2024年（令和6年）4月23日に枝川営業所を同区冬木に移転し門前仲町営業所に改称、本社営業所も葛西営業所に改称した。

## 概要
2003年（平成15年）の運行開始以来、「すべては、お客様のために。」のキャッチフレーズと「ファーストクラスのおもてなし」で、従来のタクシーに増して顧客満足の徹底を実践し顧客の支持を得る。同時に顧客満足の徹底を図るには何よりも乗務員の会社への満足度を高め、実践できる環境を整備しなければならない、との考えに立ち「真に乗務員のために乗務員が集まって創業した会社」をアピールするなどにより慢性的な乗務員不足に悩むタクシー業界にあって急成長に見合う乗務員確保に成功。
両備グループ時代までは主要無線グループに所属せず、独自の無線営業を展開していた。無線は第三者無線を使用。英会話の出来る乗務員も多く在籍し、そのためか主要顧客に都内の一流ホテル、外資系企業が多かった。また、箱根地区の一流ホテルなどとの送迎契約も存在し、成田空港送迎も都内事業者で随一の本数を誇るなど乗務員にとりメリットの多い遠距離顧客を多数抱えていた。
2023年（令和5年）3月より株式会社Mobility Technologies（当時、現・GO株式会社）より受託する形でアプリ注文のみを受け取る専用車「GO Reserve（ゴーリザーブ）」とその車両に乗務し供給不足になる時間帯やエリアをカバーするための乗務員「GO Crew（ゴークルー）」を順次稼働した。「GO Reserve」用車両および専用乗務員「GO Crew」は門前仲町営業所の所属となっている。

### 事業所
- 本社・葛西営業所
  - 東京都江戸川区臨海町6-3-10[注釈 4]
- 門前仲町営業所
  - 東京都江東区冬木11-2

### 過去の事業所
- 枝川営業所（旧・本社営業所）
  - 東京都江東区枝川2-18-5
- 錦糸町営業所[注釈 8]
  - 東京都墨田区江東橋4-14-7
- 成田空港営業所
  - 千葉県成田市野毛平字米塚71-2

### 車両

#### 両備グループ時代以前

##### タクシー
セダン型タクシーは全車がハイグレード・ハイヤー仕様である。他に高級ミニバンを使用したワンボックス・タクシーを運行している。
セダンタイプ
- 旅客乗車定員4人
  - トヨタ
    - クラウンセダン
      - TSS10型・スーパーデラックスGパッケージ

    - クラウン
      - S170型・ロイヤルサルーン
      - S180型（ゼロクラウン）

    - クラウンマジェスタ

ワンボックスタイプ
- 保有台数33台（2009年3月現在）
- メーター料金は普通車と同じ料金制
- 旅客乗車定員6人
  - トヨタ
    - アルファード
    - ヴェルファイア

  - 日産
    - エルグランド

##### ハイヤー
ハロー・トーキョーにおけるハイヤー営業は、創業以来本格稼働はしていなかったが、両備グループ傘下に入ってから顧客獲得に対する営業強化及び関東運輸局が指導しているタクシー減車施策による減収対策として本格稼働を視野に顧客獲得を目指していた。両備グループ時代は両備グループ各社も後方支援活動を積極的展開していた。
セダンタイプ
- 旅客乗車定員4人
  - トヨタ
    - クラウン

ワンボックスタイプ
- 旅客乗車定員6人
  - 日産
    - エルグランド

  - トヨタ
    - アルファード
    - ヴェルファイア

#### 日本交通グループ時代
枝川に本社営業所があった当時はジャパンタクシーの他にクラウンセダン、クラウンロイヤル、カムリ、アルファードが在籍していたが、互助交通の吸収合併および臨海町への移転によりジャパンタクシーとアルファードに整理された。ジャパンタクシーは「GO Reserve」用の青い車両（枝川営業所→門前仲町営業所に在籍）がある他、アルファードは「GO Premium」用の車両（本社営業所→葛西営業所に在籍）もある。2024年12月から開始された相乗りサービス「GO Shuttle」専用車はノア／ヴォクシー／エスクァイアが門前仲町営業所に在籍、GO Reserveのジャパンタクシーに準じた青系のグラデーションを纏う。

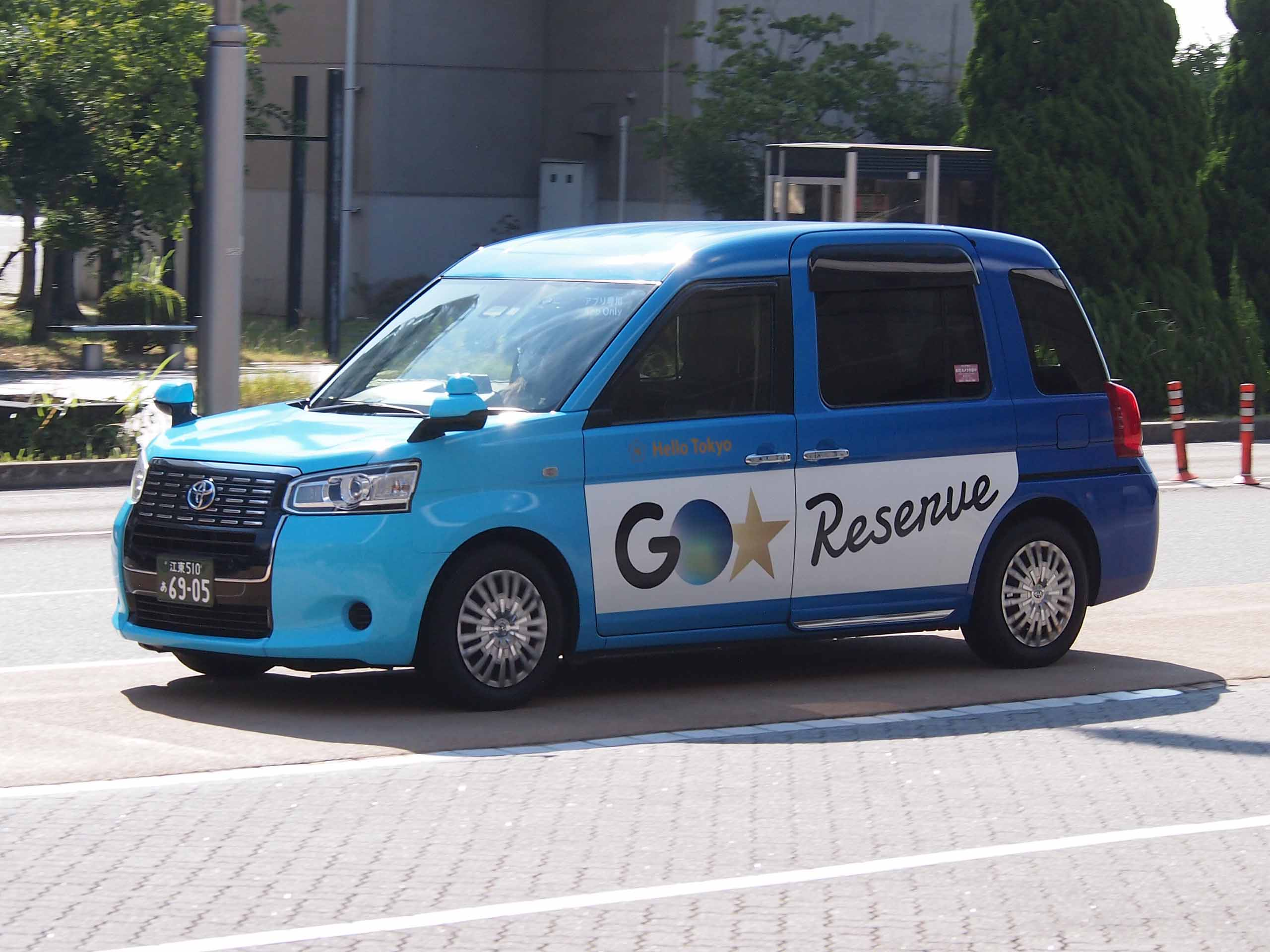
GO Reserve専用車（ジャパンタクシー）
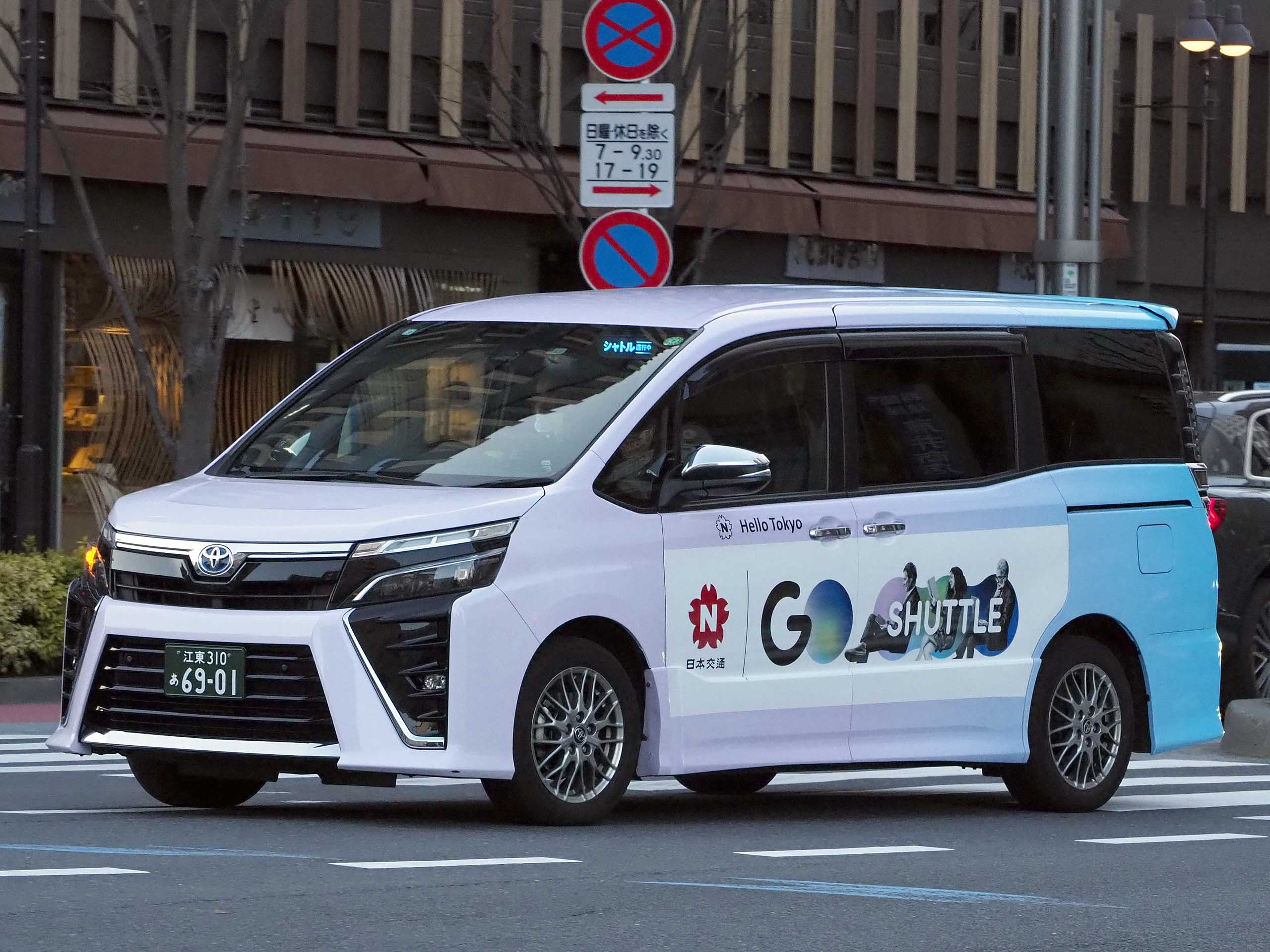
GO Shuttle専用車（ヴォクシー）

## 沿革
- 2002年（平成14年）8月 - 国際自動車浅草営業所のタクシー乗務員10名により有限会社ハロー・トーキョー（初代法人）設立登記（代表取締役：須田好一）。
- 2003年（平成15年）5月 - 江戸川区鹿骨にてタクシー事業営業開始。 (タクシー10台)
- 2004年（平成16年）8月 - 株式会社に改組。ハロー・トーキョー株式会社へ社名変更。
- 2006年（平成18年）11月 - ハイヤー営業開始。
- 2007年（平成19年）
  - 1月 - タクシーの車両数が100台を突破する。
  - 4月 - 成田空港営業所（成田市野下平）営業開始。
  - 10月 - 代表取締役が関隆から中嶋信美に交代。関は代表権のない会長に就任。
- 2008年（平成20年）
  - 5月 - 資金繰りの悪化で給料遅配の事態となり、中嶋を除く全役員が解任され交替する。
  - 9月 - 民事再生手続申請。
  - 10月 - 東京地方裁判所により事業譲渡許可決定。株式会社ハロー・トーキョー（2代目法人）設立登記。
  - 12月 - 株式会社ハロー・トーキョーへの事業譲渡譲受により営業開始。両備グループ傘下となる。
- 2009年（平成21年）7月 - インターネットを利用した予約システムの本格稼働と同時にタクシー業界初の事前決済システムを導入。
- 2010年（平成22年）9月
  - 事前料金確定システム「たくあしくんシステム（運営：タクシーアシスト社）」導入
  - 羽田空港＆東京ディズニーリゾート定額運賃認可　運用開始
- 2011年（平成23年）5月 - 両備グループが全日本空輸より元イースタンモータースグループだったイースタンエアポートモータースを取得したことに伴い、当社はイースタンエアポートモータースの子会社となる。
- 2021年（令和3年）
  - 2月12日 - 日本交通が当社（2代目法人）より事業譲渡の認可を申請[1]。
  - 5月19日 - 本社営業所が日本交通枝川営業所として運行開始。
  - 10月18日 - 株式会社ハロートーキョー（3代目法人）設立登記。
  - 11月16日 - 日本交通が枝川営業所をハロートーキョー本社営業所として分割。
  - 時期不詳 - 成田空港営業所を廃止し、同じ日本交通グループである松崎交通の本社営業所に統合。
- 2023年（令和5年）
  - 2月1日 - 同じ日本交通グループである互助交通株式会社[注釈 3]を吸収合併し、錦糸町営業所[注釈 8]とする。
  - 2月20日 - 錦糸町営業所を江戸川区臨海町[注釈 4]に移転。
  - 2月27日 - 本社営業所を江戸川区臨海町[注釈 4]に移転し、旧・本社営業所は枝川営業所となる。
  - 3月7日 - タクシーアプリ『GO』を展開する株式会社Mobility Technologies（当時、現・GO株式会社）と日本交通が合同でアプリ注文のみ受け付ける車両「GO Reserve」とその車両に乗務し供給不足になる時間帯やエリアをカバーするための乗務員「GO Crew」を順次稼働した[4]。
- 2024年（令和6年）
  - 4月23日 - 枝川営業所を江東区冬木[注釈 6]に移転し、門前仲町営業所とする[5]。